# Rhinolambrus sisimanensis
Rhinolambrus sisimanensis is een krabbensoort uit de familie van de Parthenopidae. De wetenschappelijke naam van de soort is voor het eerst geldig gepubliceerd in 1972 door Serène & Umali.